# مشیرآباد، هند
مشیرآباد، هند (به انگلیسی: Musheerabad) یک منطقهٔ مسکونی در هند است که در حیدرآباد واقع شده‌است.